# David Rheem
David Y. 'Chino' Rheem (Los Angeles, 15 april 1980) is een Amerikaans professioneel pokerspeler. Hij won onder meer het $15.000 No Limit Hold'em-toernooi van de World Poker Tour Doyle Brunson Five Diamond World Poker Classic 2008 (goed voor een hoofdprijs van $1.538,730,-), het $25,000 + 500 No Limit Hold'em-toernooi van het WPT World Championship 2013 (goed voor $1.150.297,-) en het $10.000 No Limit Hold'em-toernooi van de WPT Seminole Hard Rock Finale 2016 (goed voor $705.885,-). Daarmee werd hij de vierde speler ooit met drie WPT-titels achter zijn naam. Rheem werd voor zijn eerste overwinning op de World Poker Tour zevende in het Main Event van de World Series of Poker 2008, goed voor $1.772.650.- prijzengeld.
Rheem verdiende tot en met juni 2023 meer dan $13.000.000,- in pokertoernooien.

## Wapenfeiten
Rheem werd in 2008 multimiljonair door het pokeren, maar was toen voor zijn tegenstanders al geen onbekende meer. De World Series of Poker 2005 waren de eerste waarop hij prijzengeld ophaalde. Hij werd er negentiende in het $1.500 Limit Hold'em-toernooi en 193e in het Main Event, samen goed voor meer dan $45.000,-. Op de World Series of Poker 2006 behaalde Rheem zijn eerste WSOP-finaletafel en daarmee bijna zijn eerste titel. Allen Cunningham verwees hem toen naar de tweede plaats in het $1.000 No Limit Hold'em-toernooi.
Rheem plaatste zich op de World Series of Poker 2008 voor zowel zijn derde als vierde finaletafel daar. Naast zijn zevende plaats in het Main Event, werd hij vijfde in het $5.000 Limit/No Limit Hold'em-toernooi, goed voor $93.624,- extra prijzengeld. Een half jaar later won hij tijdens zijn eerste cash op de World Poker Tour daarop direct een titel. Dat Rheem ook met andere pokervarianten uit de voeten kan, bewees hij tijdens de World Series of Poker 2010. Hij werd toen negende in het $1.500 No Limit Deuce to Seven Draw-toernooi en haalde daarmee zijn eerste WSOP-finaletafel in een niet-Hold 'em evenement. Dat jaar haalde hij ook het prijzengeld in een Omaha High/Low-toernooi van de WSOP, nadat hij eerder op de World Series of Poker 2007 al eens 29e werd in een H.O.R.S.E-toernooi.
Het £5.000 No Limit Hold'em - Main Event van European Poker Tour London in september 2010 was het eerste EPT-toernooi waarin Rheem prijzengeld won. Zijn 25e plaats was goed voor $29.733,-.
In 2019 won hij het $10.300 No Limit Hold'em Main Event van het PokerStars Carribean Adventure, goed voor de op één na grootste prijs in zijn carrière: $1.567.100.

## Titels
Rheem won ook verschillende toernooien die niet tot de WSOP, WPT of EPT behoren. Hij won onder meer:
- het $1.000 Nightly No Limit Hold'em-toernooi van de Bellagio Cup III 2007 ($22.915,-)
- het HK$1.000 No Limit Hold'em-toernooi van Asian Poker Tour Macau 2009 ($8.283,-)
- de HK$46.000 JBET Battle of the Nations van Asian Poker Tour Macau 2009 ($20.831,-)
- het $1.065 2-7 Triple Draw-toernooi van de L.A. Poker Classic 2010 ($23.910,-)